# Kantata

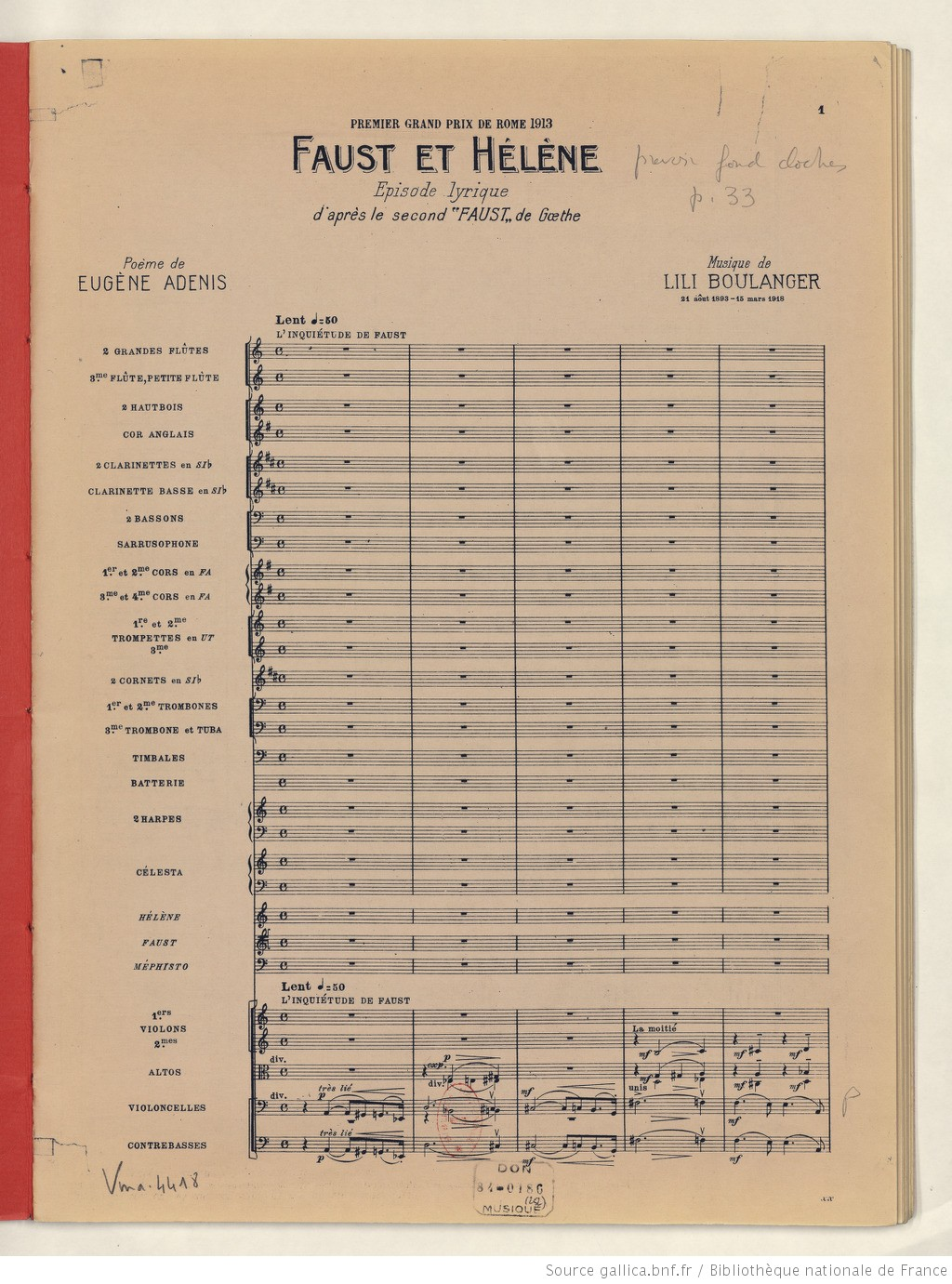
Kantata "Faust et Hélène"

Kantata – niesceniczna forma muzyki wokalno-instrumentalnej; najczęściej rozbudowana, wieloodcinkowa; wykorzystująca różne gatunki tekstów literackich, mające różne funkcje. Ukształtowała się, podobnie jak oratorium i opera, na początku epoki baroku. Była szczególnie popularna w XVII i XVIII wieku (A. Scarlatti, G.P. Telemann, J.S. Bach).

## Kantata w XVII wieku

### Włochy
We wczesnej szkole weneckiej kantata oznaczała kompozycję wokalną o budowie wariacji zwrotkowych, opartych na stałej formule basowej. Pojęcie pochodzi od włoskiego słowa cantare, co znaczy śpiewać i na początku XVII wieku mogło dotyczyć różnych form wokalnych. Kantata w dzisiejszym rozumieniu do końca baroku określana była różnie: concerto, serenata, dialogo, motetto, anthem, geistliche konzerte, actus funebris, symphonia sacra itd. Najczęściej natomiast tego rodzaju utwory występowały bez nazwy. Powstanie kantaty wiąże się z początkami epoki baroku w muzyce, szczególnie ze stylem concertato i afektowanym stylem seconda pratica. Wykształciła się z fuzji różnych form wokalnych: madrygału, monodii akompaniowanej, motetu koncertującego, pieśni z basso continuo. Pierwszy raz określenie pojawiło się w zbiorze Alessandro Grandiego Cantade ed arie a voce sola w 1620 roku. Początkowo były to wokalne, świeckie kompozycje solowe (najczęściej) lub zespołowe z towarzyszeniem basso continuo. Bardzo trudno jest ustalić początki form kantatowych. Wielu muzykologów używa pojęcia bardzo szeroko widząc zalążki gatunku już m.in. u Monteverdiego w opracowaniu psalmu Confitebor terzo alla francese z Selva morale e spirituale (przemienność partii solowych z zespołowymi) Powszechnie jednak uznaje się, że forma ta skrystalizowała się na gruncie stylu bel canto w Rzymie. Od początku była bardzo silnie związana z operą („kantata to dialog bez sceny” Doni). Kantaty rzymskie integrowała forma wariacji zwrotkowej. Nie było jednak ścisłego schematu, obok siebie funkcjonowały kantaty aryjne, kantaty rondowe czy duety kameralne w koncertującym stylu kontrapunktycznym. Do najwybitniejszych przedstawicieli twórców pierwszych kantat zaliczyć należy przede wszystkim Luigiego Rossiego oraz Giacomo Carissimiego. Druga generacja rzymskich kompozytorów to m.in. Cesti, Legrenzi czy Stradella.

### Francja
Kantata francuska w XVII wieku była pod przemożnym wpływem wzorów włoskich. Podobnie jak we Włoszech była to kompozycja świecka, z reguły na głos solowy (zwykle sopran lub bas) z basso continuo. Głównymi jej przedstawicielami byli Marc-Antoine Charpentier, uczeń Giacomo Carissimiego oraz Jean de Cambefort.

### Anglia
Odpowiednikiem kontynentalnego motetu były w Anglii anthems, które w XVII wieku przekształciły się w formę kantatową.

### Niemcy
Geneza kantaty luterańskiej jest nieco inna i wywodzi się z opracowań chorału protestanckiego: motetu chorałowego, gdzie melodia chorału przenikała wszystkie głosy konstrukcji polifonicznej lub gdzie chorał stanowił cantus firmus motetu na tle ostinatowych motywów również zaczerpniętych z chorału oraz chorałowego concertato, gdzie fragmenty, motywy zaczerpnięte z chorału stawały się podstawą dialogu w stylu concertato. W 1620 roku Samuel Scheidt w Cantiones Sacrae przeniósł technikę wariacji organowych na grunt motetu chorałowego. Kompozytor każdy wers chorału poddaje odmiennemu opracowaniu tak, że powstaje łańcuch wariacji kontrapunktycznych. Bardziej postępową formą było chorałowe concertato: w 1619 roku Michael Praetorius w Polyhymnia caduceatrix wprowadził do niego basso continuo, a Johann Hermann Schein w Geistliche Konzerte (1618 i 1626) afektowany wyraz.
Drugim, niezależnym źródłem kantaty niemieckiej było dramatyczne concertato. Był to gatunek bardziej swobodnie interpretujący Pismo Święte; niezwiązany tekstowo, ani melodycznie z chorałem. Najwybitniejszym jego twórcą był Heinrich Schütz (1585-1672), który przeniósł techniki muzyki włoskiej na grunt niemiecki. Pierwsze dzieła Schütza są wzorowane na weneckiej technice polichóralnej (nauka u Gabrielego) oraz afektowanym stylu madrygałowym (nauka u Monteverdiego). Trzecia część Symphonie sacrae z 1650 „zawiera bardzo rozbudowane dzieła, zbliżające się do dramatycznej kantaty kościelnej”.

## Kantata w XVIII wieku

### Włochy
Olbrzymi wpływ na kantatę wywarła szkoła neapolitańska z Alessandro Scarlattim na czele. Ostatecznie ustalił się podział na recytatyw secco i arię, który zresztą ewoluował powoli już od początku XVII wieku, a w Alessandro Scarlattim znajdując ostateczne potwierdzenie. Scarlatti był również pierwszym wybitnym twórcą, który w pełni podporządkował się reformie Zena. Zakładała ona – co ważne dla kantaty – przeniesienie całej akcji dramatycznej na recytatywy, natomiast arie stały się kontemplacyjnymi monologami. Ponadto w szkole neapolitańskiej nastąpiły silny rozwój homofonii continuo, krystalizacja systemu tonalnego oraz przeniesienie stylu concerto na teren arii. Kantata świecka była formą bardzo popularną wśród włoskich kompozytorów, elitarną, dla koneserów, polem eksperymentów harmonicznych i konstrukcyjnych.

### Francja
Profesjonalna muzyka francuska przez całą epokę baroku skoncentrowana była na dworze królewskim. Twórczość motetów i kantat była w cieniu tworzonych wówczas oper. Należy jednak wymienić postać Louisa-Nicolasa Clérambault, który skomponował pięć ksiąg kantat (od roku 1710). Dominowała tematyka mitologiczna i pastoralna. Zaznaczył się wyraźny podział na: arię typu włoskiego, francuski recytatyw i większych rozmiarów instrumentalny ritornel. Kantaty francuskie charakteryzowały się większą liczbą części (6 do 10) oraz eksponowaniem malarstwa dźwiękowego.

### Niemcy
Na początku XVIII wieku, w tym samym czasie co we Włoszech, nastąpiła ostateczna krystalizacja stylu kantatowego. Stopieniu w jedność uległy formy dramatycznego concertato Schütza i chorałowego concertato Weckmanna, Tundera. Protestancka kantata wchłonęła osiągnięcia takich form jak dialog, concertato, symphonia sacra czy motet z basso continuo.
Jako pierwszy na gruncie niemieckim określenia „kantata” użył Erdmann Neumeister, pastor z Weißenfels. Zapoczątkował on rewolucję kantaty protestanckiej. Jako luterański ortodoksjonista, zdecydowanie odrzucił argumenty pietystów sprzeciwiających się wpływowi muzyki świeckiej, szczególnie operowej na religijną. W swych zbiorach tekstów do kantat (pierwszy napisany w roku 1700, wydany w 1704) wprowadził zmiany analogiczne do tych przeprowadzanych wówczas w kręgu włoskim. Jak trafnie ujął Manfred Bukofzer: „Neumeister przesunął akcent z tekstu Pisma Świętego na jego poetycką, sentencyjną lub wychowawczą interpretację. Podczas gdy concertato opierało się w zasadzie na tekście Pisma Świętego, kantata nowsza wykorzystywała jego swobodne parafrazy, które zastępowały tekst biblijny lub stanowiły poetyckie wstawki”. Tym samym w konsekwencji zasugerował zdecydowany podział kantaty na recytatyw, arię da capo, chór i chorał.
Starsi kompozytorzy niemieccy, jak Dieterich Buxtehude z Lubeki, Johann Pachelbel z Norymbergi czy nauczyciel Johanna Sebastiana Bacha, Georg Böhm nie podlegli jeszcze reformie Neumeistra, komponowali w starym stylu wariacji chorałowych concertato. Nowe zasady podjęli Johann Philipp Krieger, Friedrich Wilhelm Zachow, poprzednik Bacha na stanowisku kantora kościoła św. Tomasza w Lipsku Johann Kuhnau, Christoph Graupner, Philipp Heinrich Erlebach czy Georg Philipp Telemann.

## Kantaty Johanna Sebastiana Bacha
W twórczości Johanna Sebastiana Bacha łączą się style niemiecki, włoski, francuski. Powszechnie uważa się, że kompozytor ten doprowadził formę kantaty do największego mistrzostwa. Obowiązek pisania kantat spoczywał na Bachu w Weimarze (1708-1717) oraz Lipsku (1723-1750). Pierwsze kantaty napisał kompozytor już w Mühlhausen/Thüringen w 1707 roku. Widoczna jest ewolucja kantat Bacha od starego stylu chorałowego motetu koncertującego (np. Christ lag in todesbanden BWV 4 z 1707) do bardzo zróżnicowanych fakturowo i wyrazowo (np. Gleichwie der Regen und Schnee vom Himmel fällt, BWV 18 już z 1711 lub Herz und Mund und Tat und Leben, BWV 147 unowocześniona w 1723 wersja kantaty starego typu z 1716). Liczbę kantat kościelnych Bacha szacuje się na przynajmniej pięć pełnych roczników po 59 kantat. Zachowało się niewiele ponad 200. Johann Sebastian Bach pisał też kantaty świeckie, z których za najdoskonalsze artystycznie uważa się:
- Schweigt stille, plaudert nicht BWV 211 (kantata o kawie)
- Geschwinde, ihr wirbelnden Winde BWV 201 (Pojedynek Febusa z Panem)
- Zerreißet, zersprenget, zertrümmert die Gruft BWV 205
- Hercules auf dem Scheideweg BWV 213 (Herkules na rozdrożu)

## Kantata w XVIII-XX wieku
Kantaty nowszego typu komponowali m.in. Giovanni Battista Sammartini, Jiří Antonín Benda, Wolfgang Amadeus Mozart, Joseph Haydn, Ludwig van Beethoven, Stanisław Moniuszko, Arnold Schönberg, Anton Webern, Carl Orff i inni.